# Kilian Nikiema
Pour les articles homonymes, voir Nikiema.
Kilian Nikiema, né le 22 juin 2003 à Voorburg, est un footballeur international burkinabé qui évolue au poste de gardien au ADO La Haye.

## Biographie
Kilian Nikiema est né à Voorburg, dans la périphérie de La Haye, d'un père burkinabé et une mère hollandaise,.

### Carrière en club
Ayant commencé à jouer au football au club de Voorschoten dès l'âge de 4 ans, Nikiema joue comme ailier au début de sa carrière, il se reconvertit au poste de gardien de but vers 2015,,. Le jeune gardien rejoint ensuite le centre de formation d'ADO La Haye en 2016, avec lequel il signe son premier contrat professionnel le 9 mai 2019.

### Carrière en sélection
International néerlandais en équipes de jeunes des moins de 15 au moins de 17 ans, Nikiema est ensuite sélectionné en équipe senior du Burkina Faso à seulement 16 ans, faisant ses débuts avec la sélection nationale le 4 septembre 2019 lors d'une victoire 1-0 en match amical contre la Libye,,,.
Bien qu'il poursuit son parcours avec les Pays-Bas avec les moins de 17 ans et de 19 ans, à l'image d'un Denzel Dumfries,,, Nikiema continue à être sélectionné avec Les Étalons, notamment pour la Coupe d'Afrique des nations 2021 qui a lieu en janvier 2022.
Le 20 décembre 2023, il est retenu dans la liste des vingt-sept joueurs burkinabés sélectionnés par Hubert Velud pour disputer la Coupe d'Afrique des nations 2023.